# Odprto prvenstvo Francije 2019
Odprto prvenstvo Francije 2019 je sto osemnajsti teniški turnir za Grand Slam, ki je med 26. majem in 9. junijem 2019 potekal v Parizu.

## Moški posamično
- Rafael Nadal :  Dominic Thiem, 6–3, 5–7, 6–1, 6–1

## Ženske posamično
- Ashleigh Barty :  Markéta Vondroušová, 6–1, 6–3

## Moške dvojice
- Kevin Krawietz /  Andreas Mies :  Jérémy Chardy /  Fabrice Martin, 6–2, 7–6(7–3)

## Ženske dvojice
- Tímea Babos /  Kristina Mladenovic :  Duan Yingying /  Zheng Saisai, 6–2, 6–3

## Mešane dvojice
- Latiša Čan /  Ivan Dodig :  Gabriela Dabrowski /  Mate Pavić,  6–1, 7–6(7–5)